# ۱۰ (فیلم ۱۹۷۹)
۱۰ فیلمی در ژانر کمدی رمانتیک به کارگردانی، نویسندگی و تهیه‌کنندگی بلیک ادواردز و بازی دادلی مور، جولی اندروز، دی والاس و رابرت وبر است که در سال ۱۹۷۹ منتشر شد.

## خلاصه داستان
یک آهنگساز هالیوودی که دچار بحران میانسالی شده با زنی آشنا می‌شود و...

## بازیگران
- دادلی مور - جرج وبر
- جولی اندروز - سامانتا تیلور
- رابرت وبر - هیو
- دی والاس - مری لوییس
- بو درک - جنی هنلی
- سام جی. جونز - دیوید هنلی
- برایان دنهی - دان